# Секрет тропиканки (телесериал, 1993)
«Секрет тропиканки», оригинальное название «Женщины из песка» (порт. Mulheres de Areia) — ремейк чёрно-белого телесериала 1973 года, который был показан на «ТВ Тупи», снятый телекомпанией «TV Globo» по сценарию бразильской сценаристки Ивани Рибейру в 1993 году.

## О сериале
Оригинальное название переводится как «Женщины из песка». В России новое название было дано в связи с тем, что ранее по ОРТ транслировался другой бразильский сериал, получивший название «Тропиканка». В «Секрете тропиканки» используется типичный для многих телесериалов сюжет (близнецы). Глория Пирес сыграла не только двух сестёр-близнецов, но также и два других персонажа — каждая из них ещё и притворялась другой по ходу сюжета.
В России данный сериал впервые демонстрировался на ОРТ с 3 января по 10 июля 1996 года. С 31 июля 2017 года трансляция повторов серий стартовала на телеканале «Ю».
Закадровый перевод читают Елена Бушуева (Рут, Ракел, Изаура и другие.), Людмила Иванова (Малу, Арлет, Андреа и другие.), Павел Иванов (Маркус, Алаор, Тонью и другие.), Георгий Столяров (Виржилиу, Сезар, Вандерлей и другие.). Текст титров читает Георгий Столяров.

## Сюжет
Действие новеллы разворачивается в небольшом райском уголке близ Рио-де-Жанейро. В центре сюжета — две 26-летние сестры (в одной из серий в середине сериала они празднуют 27-летие), внешне похожие, как зеркальное отражение друг друга, но во всем остальном они полярно разные люди, с абсолютно различными характерами и жизненной позицией.
Ракел — страстная, необузданная и амбициозная, она мечтает только об одном — жить богато и беззаботно и не останавливается ни перед чем в достижении своих целей. Рут — уравновешенная, спокойная и застенчивая, и все, что ей нужно — это любить и быть любимой.
Возвращаясь в свой родной город к семье, Рут встречает молодого человека из весьма влиятельной и состоятельной семьи, и влюбляется в него с первого взгляда. Маркус отвечает ей взаимностью. Но в эту идиллию вмешивается Ракел, которая давно уже подыскивает для себя такого жениха. Выдавая себя за сестру, она выходит замуж за Маркуса. Рут страдает молча.
Однако молодой муж очень скоро понимает, на ком он женился, и собирается развестись. Тем временем обе сестры попадают в шторм на море, и вытащить из воды удается только Рут, в руке которой крепко зажато обручальное кольцо сестры. Ее родные, пользуясь тем, что она без сознания, выдают ее за Ракел. Конечно, упустить такой шанс бедная влюбленная девушка не может, и теперь сестры меняются ролями — Рут начинает выдавать себя за Ракел.

## В ролях
- Глория Пирес — Ракел Араужу-Асунсон/Рут Араужу, дочери Флориану и Изауры.
- Гильерме Фонтес — Маркус Асунсон, сын Виржилиу и Клариты, брат Малу, экономист биржи.
- Маркус Фрота — Тонью-Лунатик, пасынок Донату, брат Глориньи.
- Вивиан
 Пазмантер — Малу Асунсон, дочь Виржилиу и Клариты, сестра Маркуса, подруга Андреа и Каролы.
- Умберту Мартинш — Алаор ди Алмейда Пасус, управляющий фермы.
- Элоиза Мафалда — Мануэла, продавщица хот-догов.
- Паулу Гуларт — дон Донату, отчим Тонью-Лунатика и Глориньи, хозяин рыбных промыслов.
- Нисетти Бруну — Джульетта «Жужу» Сампайю, жена Освалду, мать Андреа и Каролы.
- Адриану Рейш — Освалду Сампайю, президент биржи, муж Джульетты, отец Андреа и Каролы.
- Себастьян Васконселос — Флориано Араужу, отец Рут и Ракел, муж Изауры, рыбак.
- Лаура Кардозу — Изаура Араужу, мать Рут и Ракел, жена Флориану.
- Даниэль Данташ — Брену Суарес ди Азеведу, муж Веры, брат Клариты, мэр Пантал-ди-Арейи.
- Изадора Рибейру — Вера Суарес ди Азеведу, жена БренуИзадора Рибейру в роли Веры.
- Эвандру Мескита — Жоэл, хозяин ресторана.
- Джованна Голд — Алзира, прислуга в доме Донату.
- Эдуарду Московис — Титу, сын Шику Белу, рыбак, парень Глориньи.
- Таис де Кампус — Арлет Асунсон, племянница Виржилиу и Клариты, кузина Маркуса и Малу.
- Жонас Блок — Вальтер Хартман «Немец», хозяин бара в Пантал-ди-Арейе.
- Степан Нерцессян — Родригу, комиссар полиции Пантал-ди-Арейи.
- Ирвинг Сан-Паулу — Зе Луис, брат Сезара, доктор, парень Каролы.
- Эдвин Луизи — доктор Муньос
- Дениз Милфонт — Вилма, жена Сервилиу, работница в баре Немца.
- Антониу Помпеу — Сервилиу, рыбак, муж Вилмы.
- Александра Марзу — Карола Сампайю, дочь Освалду и Джульетты, сестра Андреа.
- Жуан Карлуш Барросу — Даниел.
- Генри Панончелли — Сезар, адвокат биржи, друг Виржилиу, брат Зе Луиса.
- Жуэл Барселлус — Шику Белу, рыбак, отец Титу.
- Шику Тенрейру — Матиас.
- Марселу Мэнсфилд — Сантьягу, замуправляещего гостиницы.
- Лу Мендонка — Ду Карму, официантка в баре Немца.
- Алексия Дешамп — Мария Элена, подруга Веры
- Маркус Миранда — Дуарте, водитель Виржилиу, водитель Сампайю.
- Серафим Гонзалез — Гарнизе, друг Донату.
- Карина Перез — Андреа Сампайю, дочь Освалду и Джульетты, сестра Каролы, подруга Малу.
- Габриела Алвес — Глоринья, падчерица Донату, сестра Тонью-Лунатика, девушка Титу.
- Маурисиу Ферражза — Васку, бармен гостиницы.
- Той Брессане — Розенду, управляющий гостиницы.
- Кибела Ларрама — Лузия
- Карлус Зара — Зе Педру, продавец коктейлей, отец Тонии.
- Рикарду Блат — Моряк, однорукий рыбак.
- Сюзана Виейра — Кларита Асунсан мать Маркуса и Малу, жена Виржилиу.
- Паулу Бетти — Вандерлей Амарал, парень Ракел
- Андреа Белтран — Тония хозяйка магазина, дочь Зе Педру, сестра Режинью.
- Раул Кортес — Виржилиу Асунсан, отец Маркуса и Малу, муж Клариты, вице-мэр Пантал-ди-Арейя и вице-президент биржи.
- Суэли Франку — Селина, сестра Алаора.
- Дарий Реис — Бастиан.
- Волф Майя — доктор Отасилиу Галван.
- Наталия Тимберг — судья.
- Клаудиу Кавальканти — прокурор.
- Паулу Грасинду — падре.
- Оскар Магрини — Витор.
- Тотия Мейрелеш — Сония, секретарь биржи Сампайю.
- На роль Тонью-Лунатика, ставшую на долгое время «визитной карточкой» актёра Маркуса Фроты, изначально пробовались ещё другие два актёра, также сыгравшие в сериале: Ирвинг Сан-Паулу и Эдуарду Московис[2].
- Две главные роли сестёр-близнецов в телесериале 1973 года исполнила актриса Эва Вилма. Благодаря этой роли она упрочила свою популярность на родине.[3], а роль Тонью-Лунатика сделала известным её первого исполнителя — Джанфранческо Гварньери.

## Показ в других странах
| Страна   | Канал               | Год показа                                                  | Тип перевода            | Название             | Перевод названия  |
| -------- | ------------------- | ----------------------------------------------------------- | ----------------------- | -------------------- | ----------------- |
| Франция  | RTL9                | 1-й квартал 1995 — 19 мая 1996 17 октября 1996 — 2 мая 1997 | Дубляж                  | Femmes de sable      | Женщины из песка  |
| Венгрия  | M1                  | 1997 2001                                                   | Дубляж                  | A homok titkai       | Секреты песков    |
| Израиль  | Channel 3           | 1994                                                        | Субтитры                | סוד החולות           | Секреты песков    |
| Греция   | ET1                 | 1994                                                        |                         | Τα μυστικά της άμμου | Секреты песков    |
| Польша   | Polsat 2            |                                                             |                         | Tajemnice piasków    | Секреты песков    |
| Чили     | Canal 13 Red TV     | март 1994 — октябрь 1994 апрель — октябрь 2000              | Дубляж                  | Mujeres de Arena     | Женщины из песка  |
| Мексика  | TV Azteca           | июнь 1995 — январь 1996                                     | Дубляж                  | Mujeres de Arena     | Женщины из песка  |
| Парагвай | Canal 13 Telefuturo |                                                             | Дубляж                  | Mujeres de Arena     | Женщины из песка  |
| Эквадор  | Ecuavisa            | январь — август 1995                                        | Дубляж                  | Mujeres de Arena     | Женщины из песка  |
| Россия   | ОРТ Ю               | 3 января — 10 июля 1996 31 июля — 2 ноября 2017             | Многоголосый закадровый | Mulheres de Areia    | Секрет тропиканки |

На русский язык роли дублировали Елена Бушуева-Цеханская, Людмила Иванова, Павел Иванов и Георгий Столяров.

## Факты
- Этот телесериал имеет саундтрек в виде сингла Bad Bad Boys, выпущенная поп-группой Midi, Maxi & Efti.